# 泉口友汰
泉口 友汰（いずぐち ゆうた、1999年5月17日 - ）は、和歌山県御坊市出身のプロ野球選手（内野手）。右投左打。読売ジャイアンツ所属。

## 経歴

### プロ入り前
中学時代は和歌山日高ボーイズに所属。3学年下には西川史礁がおり、西川の兄を通じて面識があった（西川とは青山学院大学でも一緒になった）。
大阪桐蔭高等学校では2年秋からベンチ入りし、遊撃手のレギュラーを務めた。3年春の第89回選抜高等学校野球大会では優勝を果たした。同年夏の第99回全国高等学校野球選手権大会では3回戦で仙台育英にサヨナラ負けを喫した。2度の甲子園出場で通算打率は.538（13打数7安打）を記録した。高校時代は2学年上に青柳昴樹、福田光輝、1学年上に高山優希、同学年に徳山壮磨、1学年下に藤原恭大、根尾昂、柿木蓮、横川凱、2学年下に中田惟斗がいた。
高校卒業後は青山学院大学へ進学。2020年、3年秋のリーグ戦で「3番・遊撃手」として全10試合に出場し、打率.343、1本塁打、9打点で最高殊勲選手に選ばれ、チームの1部昇格に貢献した。4年時からは主将を務め、同年秋のリーグ戦で遊撃手のベストナインに選出された。
その後はNTT西日本へ入社。入社1年目の2022年にはWBSC U-23ワールドカップの日本代表に選出されたが、コンディション不良により辞退した。
2023年10月26日に開催されたドラフト会議にて、読売ジャイアンツから4位指名を受け、11月17日、契約金5000万円、年俸1000万円で入団に合意した（金額は推定）。背番号は35。担当スカウトは桜井俊貴。

### 巨人時代
2024年、オープン戦では15試合に出場し、打率.212（33打数7安打）、0本塁打、2打点を記録。ドラフト1位の西舘勇陽、3位の佐々木俊輔とともに、開幕一軍メンバー入りした。3月29日、阪神タイガースとの開幕戦で8回裏に代打でプロ初出場し、三振に終わった。5月8日、中日ドラゴンズ戦で迎えたプロ15打席目で左前へプロ初安打を記録し、初盗塁も記録した。遊撃手のレギュラーであった門脇誠の不調により、5月下旬からは遊撃手として先発出場する機会も増やし、5月24日の阪神戦（甲子園）では、先発投手の戸郷翔征が安打を許さない完璧な投球を続けると、5回一死二塁の場面で泉口に打席が回り、プロ初となる決勝打を放ち戸郷のノーヒットノーラン達成をアシストした。6月11日の東北楽天ゴールデンイーグルス戦（楽天モバイルパーク）では、2回表に前の打者の岸田行倫がコディ・ポンセから本塁打を放つと、泉口も2者連続となる本塁打を放ち、これがプロ初本塁打となった。9月6日に出場登録を抹消されるが、9月20日に再び一軍に合流し、最終的には66試合の出場で打率.201、1本塁打、9打点、1盗塁という成績でシーズンを終えた。11月26日、1200万円増となる推定年俸2200万円で契約を更改した。
2025年は、開幕は二軍で迎えるも、4月4日に一軍昇格。4月9日の横浜DeNAベイスターズ戦（横浜スタジアム）では「8番・遊撃手」として先発出場すると、7回に第1号本塁打を放った。

## 選手としての特徴
遊撃手としての守備力を高く評価されており、プロ入り前から「守備はプロですぐに通用する。能力の高さで言えば門脇誠に匹敵するレベル」と評価されていた。高木豊は「球際に強い」と評している。
阿部慎之助監督からは、「球数を投げさせられる」と選球眼の良さを評価されている。

## 詳細情報

### 年度別打撃成績
| 年 度     | 球 団     | 試 合 | 打 席 | 打 数 | 得 点 | 安 打 | 二 塁 打 | 三 塁 打 | 本 塁 打 | 塁 打 | 打 点 | 盗 塁 | 盗 塁 死 | 犠 打 | 犠 飛 | 四 球 | 敬 遠 | 死 球 | 三 振 | 併 殺 打 | 打 率 | 出 塁 率 | 長 打 率 | O P S |
| --------- | --------- | ----- | ----- | ----- | ----- | ----- | -------- | -------- | -------- | ----- | ----- | ----- | -------- | ----- | ----- | ----- | ----- | ----- | ----- | -------- | ----- | -------- | -------- | ----- |
| 2024      | 巨人      | 66    | 185   | 164   | 10    | 33    | 6        | 1        | 1        | 44    | 9     | 1     | 0        | 3     | 0     | 18    | 1     | 0     | 24    | 2        | .201  | .280     | .268     | .549  |
| 通算：1年 | 通算：1年 | 66    | 185   | 164   | 10    | 33    | 6        | 1        | 1        | 44    | 9     | 1     | 0        | 3     | 0     | 18    | 1     | 0     | 24    | 2        | .201  | .280     | .268     | .549  |

- 2024年度シーズン終了時

### 年度別守備成績
| 年 度 | 球 団 | 二塁  | 二塁  | 二塁  | 二塁  | 二塁  | 二塁     | 三塁  | 三塁  | 三塁  | 三塁  | 三塁  | 三塁     | 遊撃  | 遊撃  | 遊撃  | 遊撃  | 遊撃  | 遊撃     |
| 年 度 | 球 団 | 試 合 | 刺 殺 | 補 殺 | 失 策 | 併 殺 | 守 備 率 | 試 合 | 刺 殺 | 補 殺 | 失 策 | 併 殺 | 守 備 率 | 試 合 | 刺 殺 | 補 殺 | 失 策 | 併 殺 | 守 備 率 |
| ----- | ----- | ----- | ----- | ----- | ----- | ----- | -------- | ----- | ----- | ----- | ----- | ----- | -------- | ----- | ----- | ----- | ----- | ----- | -------- |
| 2024  | 巨人  | 1     | 1     | 0     | 0     | 0     | 1.000    | 4     | 3     | 4     | 1     | 0     | .875     | 48    | 61    | 121   | 2     | 21    | .989     |
| 通算  | 通算  | 1     | 1     | 0     | 0     | 0     | 1.000    | 4     | 3     | 4     | 1     | 0     | .875     | 48    | 61    | 121   | 2     | 21    | .989     |

- 2024年度シーズン終了時

### 記録
初記録
- 初出場・初打席：2024年3月29日、対阪神タイガース1回戦（東京ドーム）、8回裏に中川皓太の代打で出場、加治屋蓮から空振り三振[1]
- 初先発出場：2024年4月14日、対広島東洋カープ3回戦（東京ドーム）、「6番・三塁手」で先発出場[30]
- 初安打：2024年5月8日、対中日ドラゴンズ9回戦（バンテリンドームナゴヤ）、9回表に土生翔太から左前安打[18]
- 初盗塁：同上、9回表に二盗（投手：土生翔太、捕手：加藤匠馬）[18]
- 初打点：2024年5月18日、対広島東洋カープ8回戦（MAZDA Zoom-Zoom スタジアム広島）、2回表に九里亜蓮から右前適時打[31]
- 初本塁打：2024年6月11日、対東北楽天ゴールデンイーグルス1回戦（楽天モバイルパーク宮城）、2回表にコディ・ポンセから右越ソロ[32]

### 背番号
- 35（2024年[15] - ）

### 登場曲
- 「Life's Too Short」aespa（2024年 - 同年5月）
- 「オレガヤレバ」寿君（2024年5月 - ）[33]